# Vladimir Andrejevič Uspenski
Vladimir Andrejevič Uspenski [vladímir andrêjevič uspénski] (rusko Влади́мир Андре́евич Успе́нский), ruski matematik, jezikoslovec in publicist, * 27. november 1930, Moskva, † 27. junij 2018, Moskva.
Uspenski je leta 1952 diplomiral na Fakulteti za mehaniko in matematiko Državne univerze v Moskvi. Leta 1955 je doktoriral pod mentorstvom Kolmogorova. Raziskuje na področju matematične logike, teorije algoritmov, teorije kompleksnosti Kolmogorova in matematičnih temeljev.
Njegov mlajši brat Boris je filolog.